# Microrregión de Mogi Guaçu
La microrregión de Mogi Guaçu es un proyecto de creación de una nueva microrregión en el estado brasileño de São Paulo, que pertenecería a la mesorregión de Campinas.

## Municipios integrantes
| Municipio                 | Área (km²) | Población (2010) | PIB (2009)    | IDH-M (2000) |
| ------------------------- | ---------- | ---------------- | ------------- | ------------ |
| Mogi Guaçu                | 885        | 138.520          | 2.516.746.000 | 0,813 ·      |
| Mogi Mirim                | 499        | 86.997           | 2.281.647.000 | 0,825 ·      |
| Itapira                   | 518        | 69.033           | 1.529.555.000 | 0,794 ·      |
| Espírito Santo del Pinhal | 390        | 42.043           | 670.890.000   | 0,808 ·      |
| Sierra Negra              | 203        | 26.633           | 314.412.000   | 0,817 ·      |
| Conchal                   | 184        | 25.479           | 369.102.000   | 0,770 ·      |
| Aguas de Lindóia          | 60         | 17.372           | 172.731.000   | 0,807 ·      |
| Estiva Gerbi              | 74         | 10.162           | 177.065.000   | 0,794 ·      |
| Lindóia                   | 49         | 6.855            | 67.640.000    | 0,820 ·      |
| Total                     | 2.862      | 423.094          | 8.099.788.000 | 0,805 ·      |